# Roitika
Roitika  este un oraș în Grecia în Prefectura Ahaia.